# رونالد سی کسلر
رونالد سی کسلر (زاده ۲۶ نیسان، ۱۹۴۷) یک جامعه‌شناس آمریکایی است که علل اجتماعی بیماری‌های روانی را مطالعه می‌کند. او در حال حاضر استاد دانشکده پزشکی هاروارد است و روی درمان دقیق در بیماری‌های روانی کار می‌کند تا مداخله مناسب را برای بیماران خاص تعیین کند. او در زمره پراستنادترین پژوهشگران رشته خود و هر رشته دیگری قرار دارد.